# مادس فالنتين
مادس فالنتين (بالدنماركية: Mads Pedersen)‏ هو لاعب كرة قدم دنماركي في مركز الدفاع، ولد في 1 سبتمبر 1996 في الدنمارك في مملكة الدنمارك. شارك مع منتخب الدنمارك تحت 19 سنة لكرة القدم ومنتخب الدنمارك تحت 21 سنة لكرة القدم. أما مع النوادي، فقد لعب مع نادي نوردشيلاند.

## وصلات خارجية
- مادس فالنتين على موقع الاتحاد الأوربي (الإنجليزية)
- مادس فالنتين على موقع قاعدة بيانات كرة القدم.إي يو (الإنجليزية)
- مادس فالنتين على موقع Soccerway.com (الإنجليزية)
- مادس فالنتين على موقع عالم كرة القدم.نت (الإنجليزية)